# Pedro Vásquez Colmenares Guzmán
Pedro Vásquez Colmenares Guzmán (15 de abril de 1962) es un economista y exfuncionario público mexicano, que se desempeñó como Director de Prestaciones Económicas, Sociales y Culturales del Instituto de Seguridad y Servicios Sociales de los Trabajadores del Estado (ISSSTE) desde enero de 2007 hasta diciembre de 2012.
Vásquez Colmenares Guzmán es licenciado en Economía, egresado del Instituto Tecnológico Autónomo de México y Maestro en Administración y Políticas Públicas por la Universidad de Columbia, en Nueva York. 

## Trayectoria
Ha tenido una trayectoria como investigador, economista y funcionario en el ámbito del el manejo de recursos financieros y en seguridad social, particularmente en el tema de las pensiones y de economía de la salud. Durante su paso por el ISSSTE estuvo encargado del diseño y desarrollo de la función de Aseguramiento Financiero en Salud con separación de funciones, estrategia que quedó plasmada como obligatoria para el nuevo seguro de salud del ISSSTE a partir de 2007.
Su carrera en la administración pública inició en 1983 en la Secretaría de Hacienda y Crédito Público. Desde entonces, ha ocupado diversos cargos enfocados al sector financiero, entre los que destacan la Dirección General de Política Fiscal y la Tesorería del Departamento del Distrito Federal (hoy Gobierno de la Ciudad de México), donde impulsó la reestructuración y modernización de las finanzas públicas de la Ciudad de México; la Dirección Comercial de Afore XXI, entonces a cargo de Instituto Mexicano del Seguro Social; y de 2001 a 2006, la Subdirector General de Finanzas del ISSSTE, donde fue responsable del manejo presupuestal y administración del déficit de pensiones y participó en la deliberación conceptual y estudios actuariales previos a la reforma a la Ley de ese Instituto.
En su último encargo como Director de Prestaciones Económicas Sociales y Culturales del ISSSTE, trabajó en la reorganización de los procesos de administración presupuestaria, riesgos financieros y provisión de pensiones, préstamos personales, servicio de estancias y la oferta social y cultural de la institución.
A lo largo de su carrera profesional participó en la formulación de 18 iniciativas legales, incluyendo leyes de ingresos, de hacienda, el Código Financiero del Distrito Federal y al menos cuatro proyectos de nueva Ley del ISSSTE, especialmente en el cabildeo del proyecto de reforma del ISSSTE con más de 100 organizaciones sindicales de trabajadores al servicio del Estado; y ha estado en contacto constante con el trabajo de comisiones legislativas, comisiones intersecretariales y obligaciones frente a organismos internacionales.
Es miembro del Colegio Nacional de Economistas; del Instituto Mexicano de Ejecutivos de Finanzas donde fue Vicepresidente del Comité de Seguridad Social y Presidente del Comité de Relaciones; y miembro de la Academia Mexicana de Derecho de la Seguridad Social. Desde febrero de 2013, es Socio Director de Marpex Consultores, firma especializada de la Ciudad de México en llevar soluciones empresariales de alta eficiencia al sector público y empresa integradora de asistencias, seguros y coberturas para grandes colectivos.
En el ámbito académico, ha hecho aportaciones sobre temas financieros, fiscales, de seguridad social y de reforma institucional:
- Ponente en la Semana de la Seguridad social en 2011, otorgado por la Asociación Internacional del Seguridad Social, Conferencia interamericana de seguridad social, OISS y Organización Internacional del Trabajo. Abril 2011.[13]

- Ponente en el Foro Internacional de Seguridad Social: Retos y Perspectivas para las entidades federativas por la Asociación Nacional de Instituciones Estatales de Seguridad Social, por la Conferencia interamericana de seguridad social, por la Comisión de Seguridad Social y Pensiones de la Conferencia Nacional de Gobernadores. Octubre 2009.[14]

- Ponente en el “Taller sobre Regímenes de Seguridad social”, otorgado por el Centro Internacional de formación de la Organización Internacional del Trabajo y la Agencia Española de Cooperación Internacional. Agosto 2007.

## Publicaciones
Es autor de los libros: 
- "La Política no Basta...Cómo llegar al México que queremos" publicado en 2006 por AGT Editor,[15][16] sobre planeación financiera y orden institucional.

- “Pensiones en México, la próxima crisis”, publicado en junio del 2012, sobre la construcción de una nueva arquitectura basada en el derecho social y la viabilidad financiera para afrontar la insolvencia de los sistemas de pensiones en México.[17][18]

Además, ha colaborado en diversos libros y publicaciones con artículos sobre finanzas públicas, federalismo fiscal y pensiones. 
- “El Desafío de las Finanzas Públicas”, en ENSAYOS SOBRE LA ECONOMIA DE LA CIUDAD DE MEXICO. Ricardo Samaniego, Compilador. Ed. Pórtico de la Ciudad de México. 1992.
- “El Reto Financiero de la Ciudad de México”, en REVISTA DE ECONOMIA POLITICA. Cambio XXI Fundación Mexicana, A. C. Feb - Abr 1994, Año 1, No. 2
- “Federalismo Hacendario y las Finanzas de la Capital” en LOS RETOS DE LA CIUDAD DE MEXICO EN EL UMBRAL DEL SIGLO XXI. Javier Beristain, Coordinador. Coedición ITAM-Miguel Ángel Porrua. México. 1999[19]
- “Seguridad social en materia de pensiones”, en Sistema de Pensiones en México. Perspectivas financieras y posibles soluciones. Fundación de Investigación Instituto Mexicano de Ejecutivos de Finanzas y Alexander Forbes. Talleres Gráficos González 2006.
- Las Políticas públicas y el Presupuesto. En Políticas públicas del Siglo XXI. Colegio de México. México, octubre de 2010[20]
- “Crecer sin Avanzar” en la Revista “Economía y Democracia de enero–febrero de 2011.[21]